# Talaromyces purpurogenus
Talarómyces purpurógenus (лат.) — вид несовершенных грибов (телеоморфная стадия неизвестна), относящийся к роду таларомицес (Talaromyces). Ранее включался в состав рода пеницилл (Penicillium).

## Описание
Колонии на агаре Чапека ограниченно-растущие, на 7-е сутки 1,5—2,5 см в диаметре, бархатистые до почти пушистых, с жёлтым или оранжево-красноватым малозаметным мицелием, по краю белым. Спороношение обильное, в тёмно-зелёных тонах Экссудат иногда обильный, оранжево-красный. Реверс тёмно-красный до фиолетового, выделяемый в среду пигмент кроваво-красный до фиолетово-красного.
Колонии на CYA на 7-е сутки 2—2,5 см в диаметре, радиально-складчатые, с белым и красным мицелием, шерстистые, со скудным до обильного спороношением в тускло-зелёных тонах. В среду выделяется ярко-красный пигмент. Экссудат отсутствует. Реверс колоний тёмно-коричневый до фиолетово-коричневого.
На агаре с солодовым экстрактом (MEA) колонии с белым и светло-оранжевым мицелием, в центре несколько приподнятые, бархатистые и шерстистые. Спороношение обильное, тускло-зелёное, иногда отсутствует. Реверс коричнево-жёлтый или коричнево-оранжевый. Растворимый пигмент в среду не выделяется.
На агаре с дрожжевым экстрактом и сахарозой (YES) колонии с белым и светло-оранжевым мицелием, с обильным тускло-зелёным или серо-зелёным спороношением. Растворимый пигмент не выделяется, реверс колоний в центре коричневый, по краям до светло-жёлтого, изредка тёмно-красный или красно-коричневый.
Конидиеносцы — двухъярусные кисточки, с гладкостенной ножкой 70—200 мкм длиной и 1,5—3 мкм толщиной. Метулы в мутовке по 3—5, расходящиеся, 12—15 мкм длиной. Фиалиды игловидные, по 3—6 в пучке, 12—14 × 3 мкм. Конидии широкоэллипсоидальные, гладкостенные, 3—3,5 × 2—2,5 мкм.

### Отличия от близких видов
Выделяет красный растворимый пигмент на CYA при 25—30 °C. Talaromyces atroroseus отличается тёмно-зелёным спороношением и шероховатыми конидиями. Talaromyces ruber отличается быстрым ростом на большинстве сред и красным реверсом на MEA.

## Экология и значение
Преимущественно почвенный гриб, изредка встречающийся в качестве загрязнителя на разных органических субстратах.
Продуцент токсинов рубратоксина A, рубратоксина B, пурпурогенона. Может вызывать серьёзные пищевые отравления человека, описаны случаи отравления свиней, скота, птицы поражённой кукурузой.

## Таксономия
Talaromyces purpurogenus (Stoll) Samson, Yilmaz, Frisvad & Seifert, Stud. Mycol. 70: 177 (2011). — Penicillium purpurogenum Stoll, Beitr. Charakt. Penicillium-Arten 32 (1904).

### Синонимы
- Penicillium crateriforme J.C.Gilman & E.V.Abbott, 1927
- Penicillium purpurogenum Stoll, 1904
- Penicillium sanguineum Sopp, 1912
- Penicillium vanillae Bouriquet, 1941, nom. inval.